# Matija Čop
Matija Čop (Žirovnica, 26 gennaio 1797 – Lubiana, 6 luglio 1835) è stato uno storico, linguista e insegnante sloveno.

## Biografia
Čop nacque in una famiglia ricca, nella provincia della Carniola superiore, in Slovenia ai tempi dell'Impero Asburgico.
Venne mandato dapprima a Lubiana per seguire i corsi di studio primari e secondari e poi a Vienna per quelli di filosofia per tre anni. Rientrato a Lubiana nel 1817, per tre anni frequentò il seminario, prima di abbandonarlo per la carriera di insegnante, in un primo tempo, a Fiume e successivamente a Lubiana.
Durante la sua permanenza a Lubiana, ebbe l'occasione di stringere amicizia con il poeta France Prešeren.
Nel 1835, all'età di trentotto anni, Čop morì durante un bagno nel fiume Sava.
Prešeren dedicò il suo maggiore poema Il Battesimo presso la Savica, alla memoria dell'amico scomparso.

## Pensiero

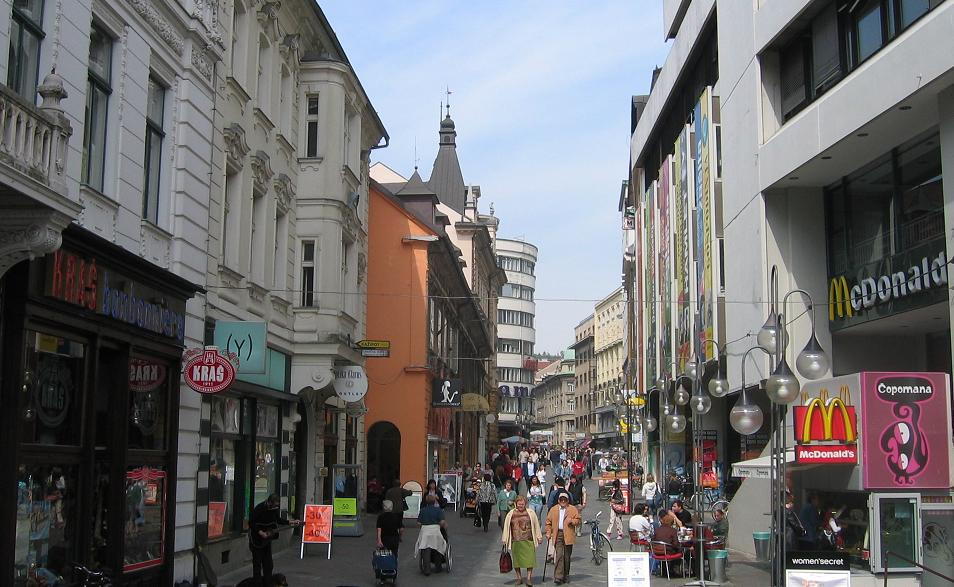
Via Čop nel centro di Lubiana

Čop viene ritenuto uno degli uomini sloveni più colti del suo tempo, data la sua capacità di leggere e tradurre in una ventina di lingue. Questa sua dote gli consentì di diffondere i capolavori della letteratura mondiale, con una preferenza per le opere di Dante e Petrarca, presso gli ambienti culturali sloveni.
Čop sostenne la possibilità di sviluppare una cultura nazionale autonoma slovena e divenne uno degli esponenti di spicco del movimento di innovatori che avallava l'utilizzo di temi profani nell'arte, di una certa libertà di svolgimento e di forma, dell'inserimento di motivi patriottici, in contrasto con i conservatori giansenisti contemporanei.
Le schermaglie tra i conservatori e gli innovatori le innescò proprio Čop con una serie di articoli intitolati Guerra dell'alfabeto incentrati su problematiche ortografiche, prese a pretesto per allargare la polemica sui diritti e doveri degli scrittori. Dopo che alcuni critici letterari conservatori condannarono la presunta immoralità dei temi delle liriche di Prešeren, Čop intervenne personalmente a difendere il suo amico poeta e sul periodico in lingua tedesca Illyrisches Blatt ("Foglio sloveno"), cercò con una serie di articoli intitolati La guerra dell'alfabeto sloveno di ricomporre i due movimenti in contrasto, per agevolare una spinta autonomistica culturale slovena.
Diverse strade, scuole, e altre istituzioni slovene portano il suo nome, inclusa la importante via Čop lubianese.